# Grietherorter Altrhein
De Grietherorter Altrhein is een natuurgebied in de Nederrijnse Laagvlakte in de Duitse gemeente Rees.
Dit natuurgebied (KLE-003) van 4.72 km² ligt aan de Rijn rond Grietherort direct tegenover Kalkar-Grieth. Het betreft een oude rechtsrijnse Rijnstrang. De bocht van deze oude rivierbedding wordt omgeven door de aansluitende lus van de Bienener Altrhein. 

## Vogelbeschermingsgebied
De Grietherorter Altrhein is een buitendijks overstromingsgebied in de uiterwaarden ten westen van Rees-Bienen. Het is een gebied met oude dijken, een zandafgraving, natte weilanden met geulen  en kolken. Het wordt gekenmerkt door overwegend weidelandschap met kruiden als karwij, groot streepzaad en hertsmunt, naast knotwilgen, zwarte populier en vloedbos. Het gebied kent slechts extensieve landbouw en veeteelt. 
Het gebied is sinds 1996 aangewezen als beschermd gebied. Het is een vogelbeschermingsgebied vanwege zijn belangrijke rol als rust- en foerageergebied voor talrijke soorten water- en weidevogels, waaronder krakeend, kolgans, taigarietgans en  wilde zwaan. Vogelsoorten die er broeden zijn onder andere de gekraagde roodstaart, de kleine karekiet, de nachtegaal, de wulp, de patrijs, de kwartelkoning en de graspieper.
Op een heuvel staat een uitzichtspunt waar men uitzicht heeft op een zandafgraving met ondiep water en zandbanken die ideaal waadgebied vormen voor de tureluur.
De oude rivierbedding kent een wisselend waterpeil en een vistrap voor trekkende vissoorten zoals paling. De beek is verder een habitat van onder andere de bittervoorn. 
Het natuurgebied is te bereiken over twee bruggen aan de dijkweg de Grietherbuscher Straße. In de zomermaanden vaart er een fietspont naar Grieth. In Grietherort ligt een camping en er is een restaurant. In  Grietherbusch ligt een camping aan een binnenmeertje. Overige kernen in de nabije omgeving zijn Dornick, Esserden en Bienen. 

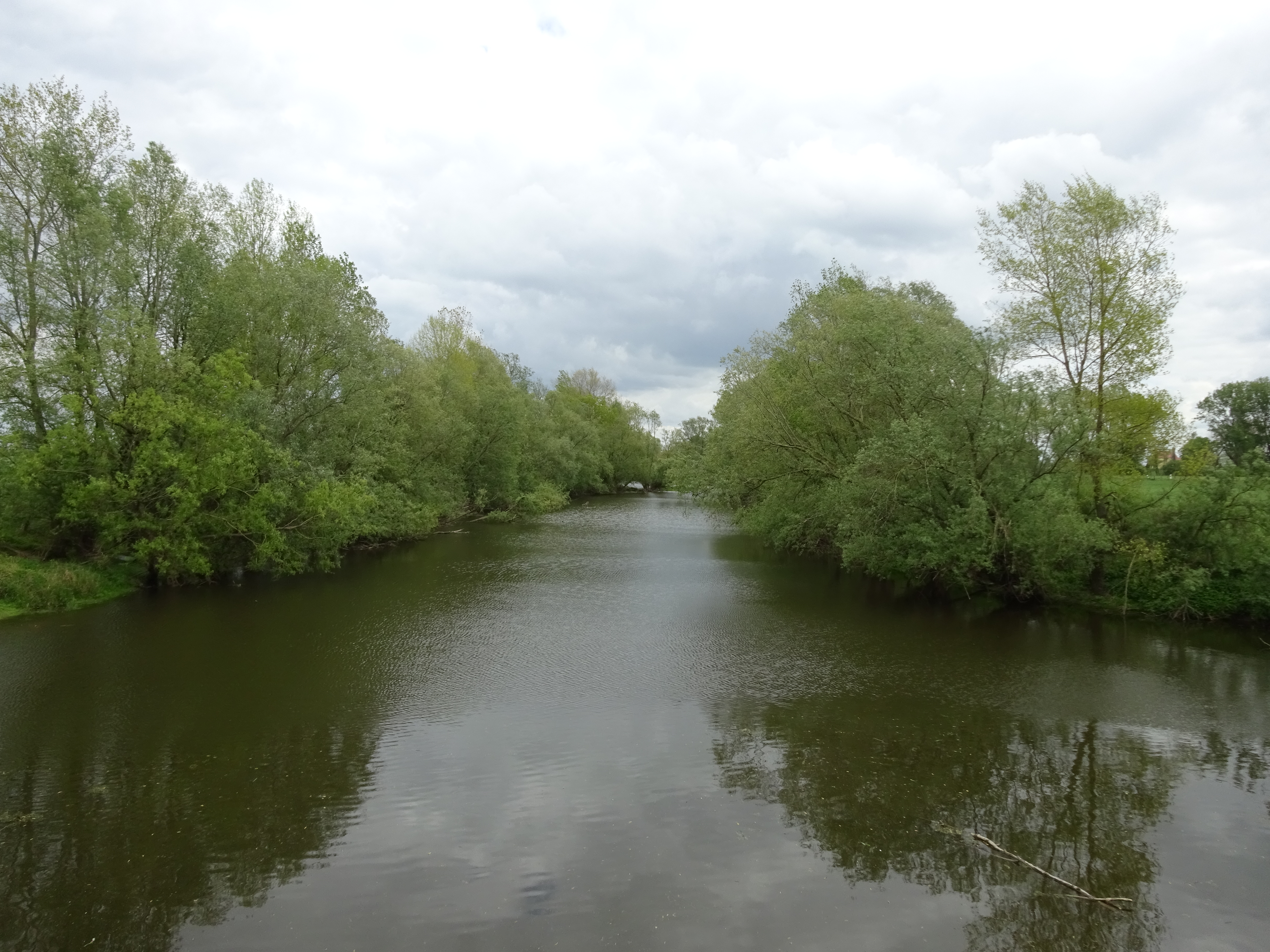
Grietherorter Altrhein
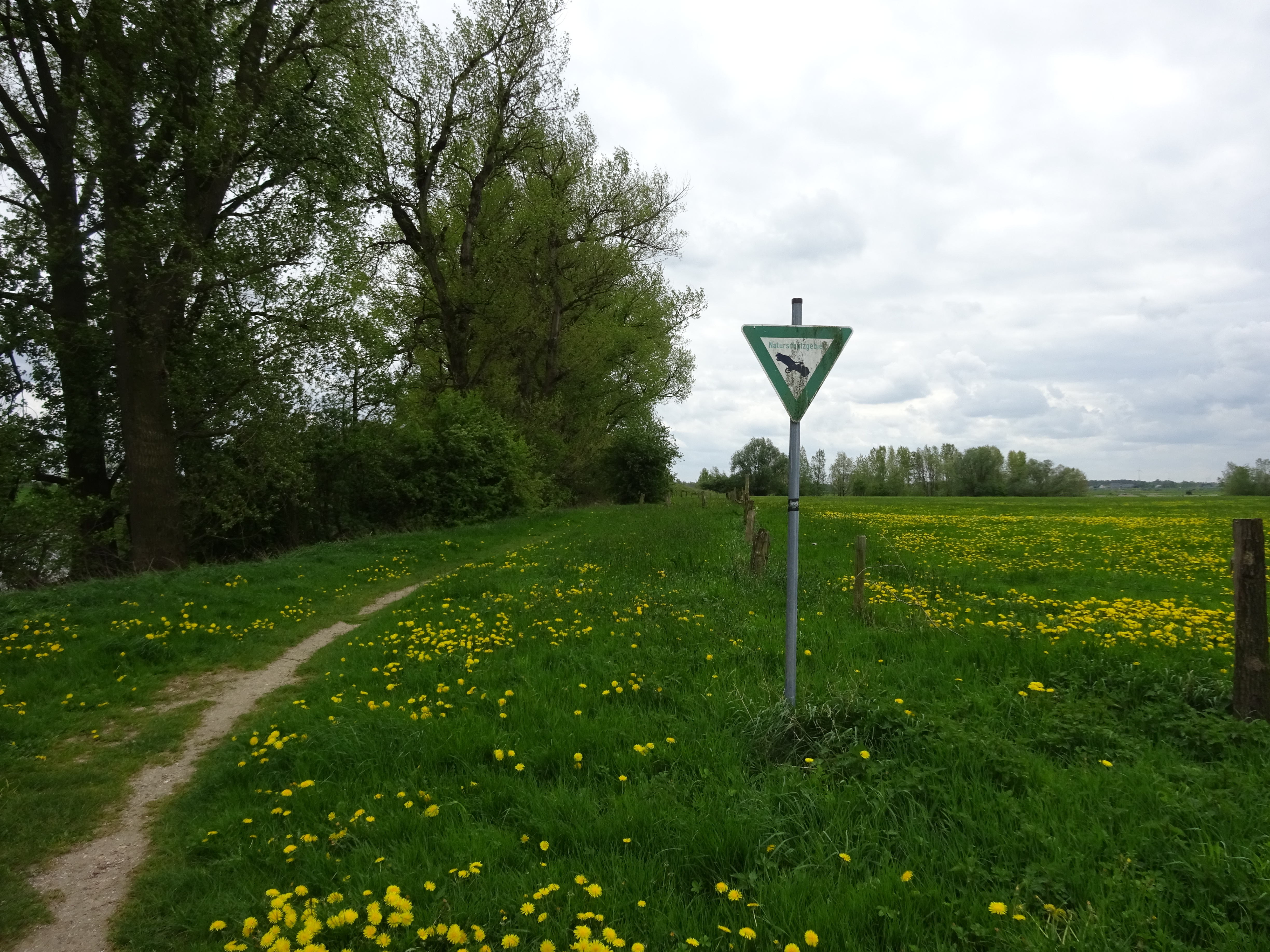
Grietherorter Altrhein
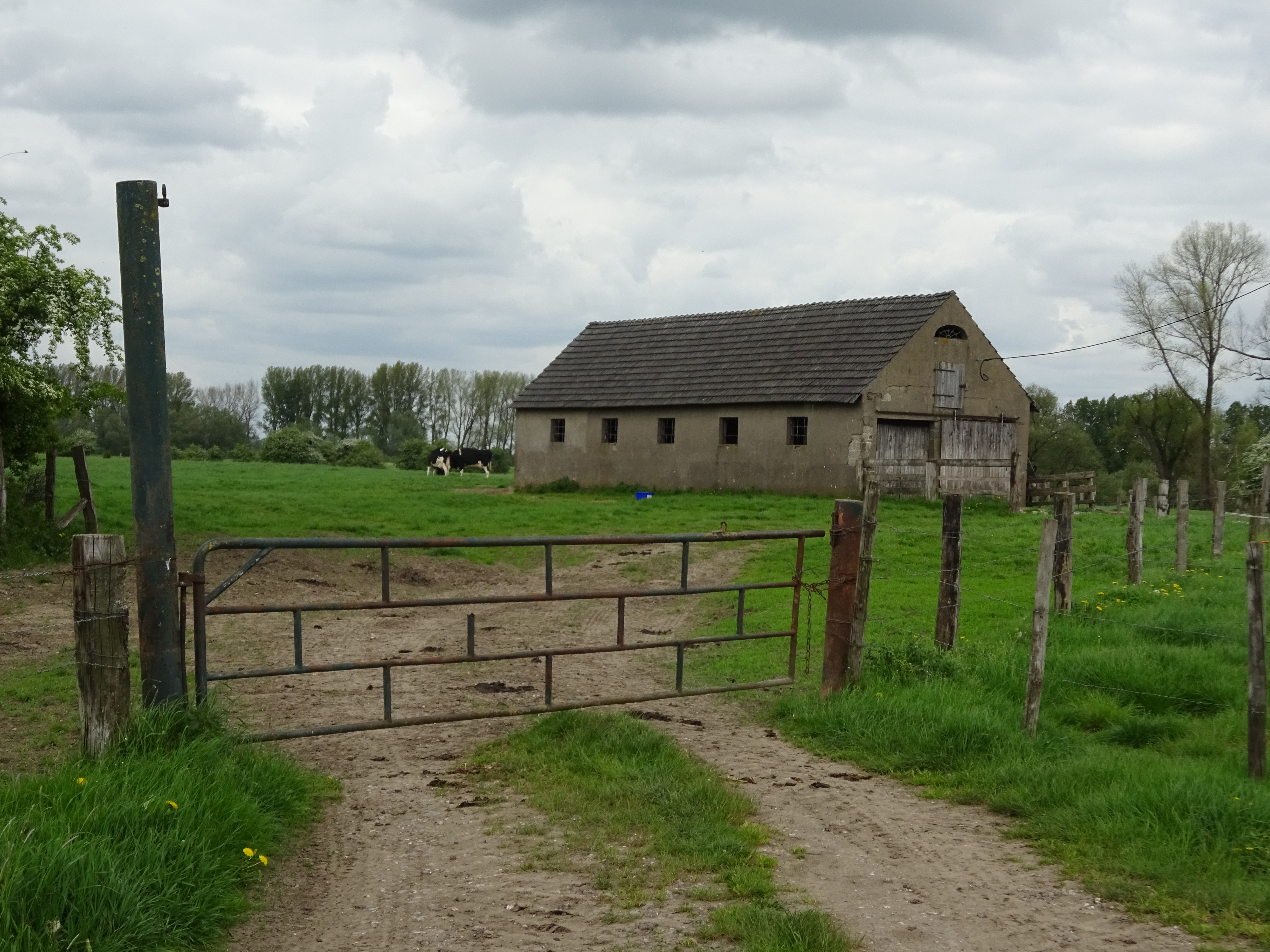
Grietherorter Altrhein

### Hafen Dornick en omgeving
De Grietherorter Altrhein vloeit af op de Rijn via een pompstation bij de voormalige pionierhaven in Dornick. Dit verlaten militaire oefenterrein werd in 2013 aangewezen als natuurgebied KLE-060. Het dijk- en waterbeheer in het gebied valt onder Deichverband Bislich-Landesgrenze.

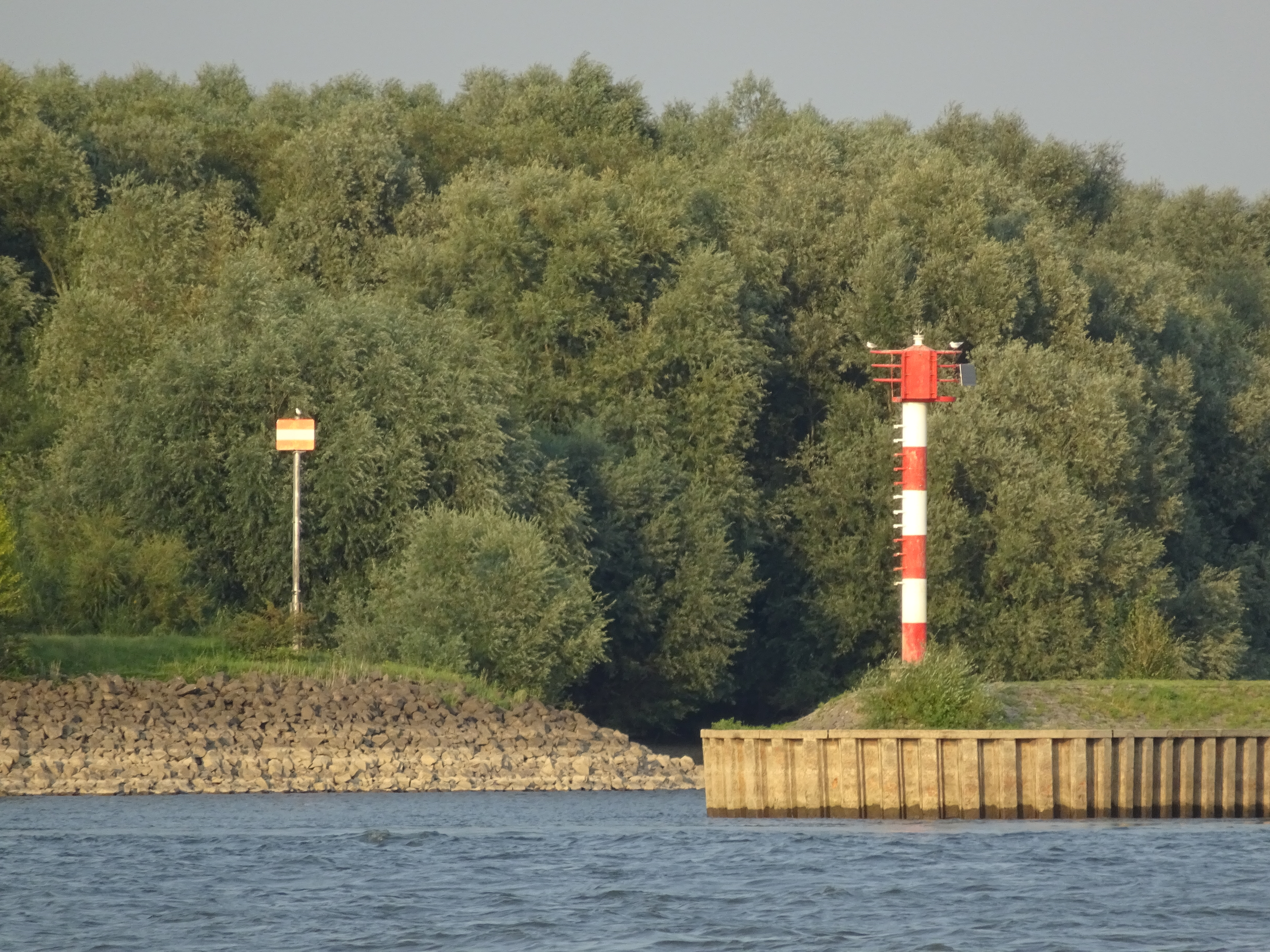
Hafen Dornick
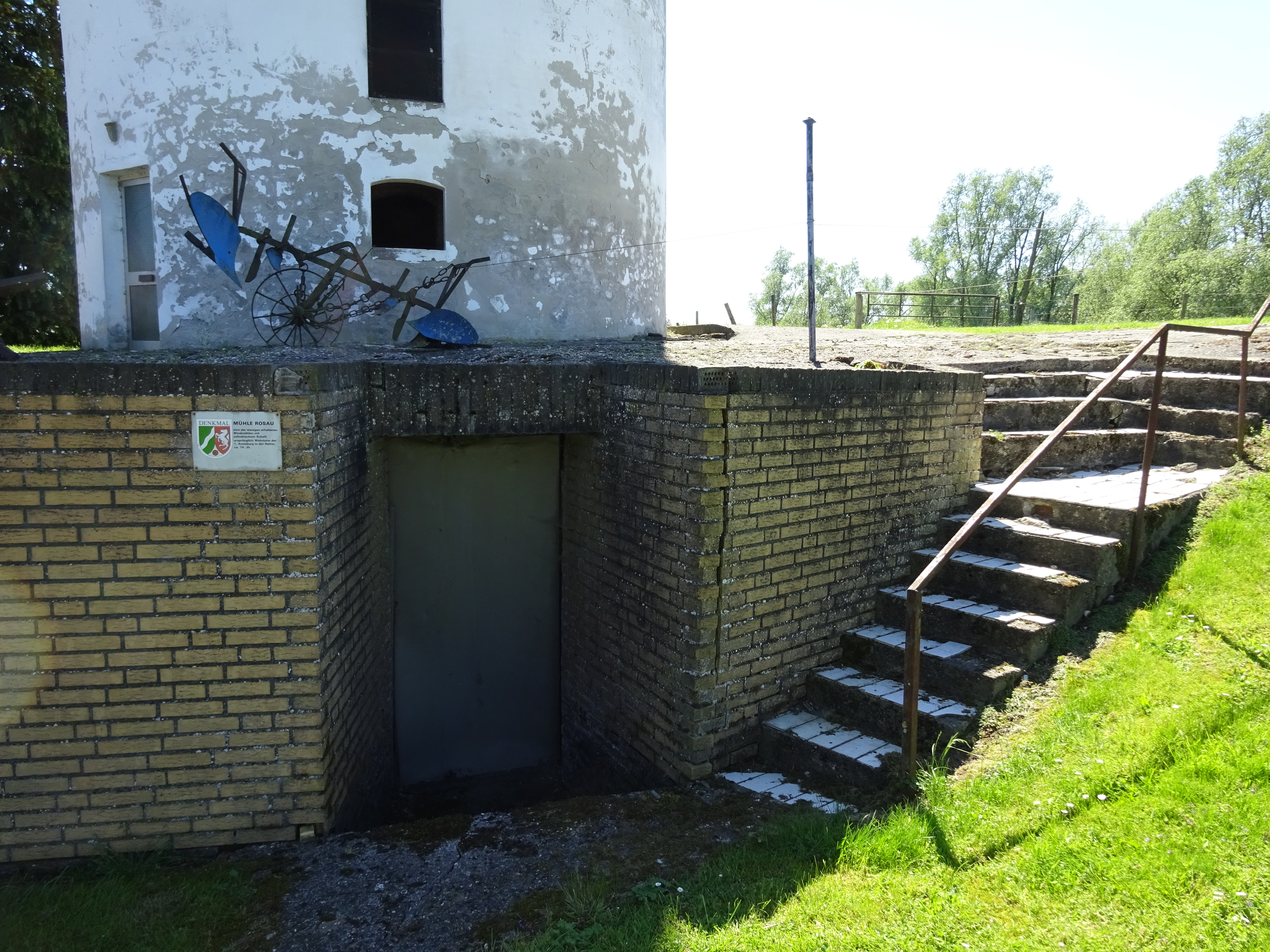
Mühle Rosau
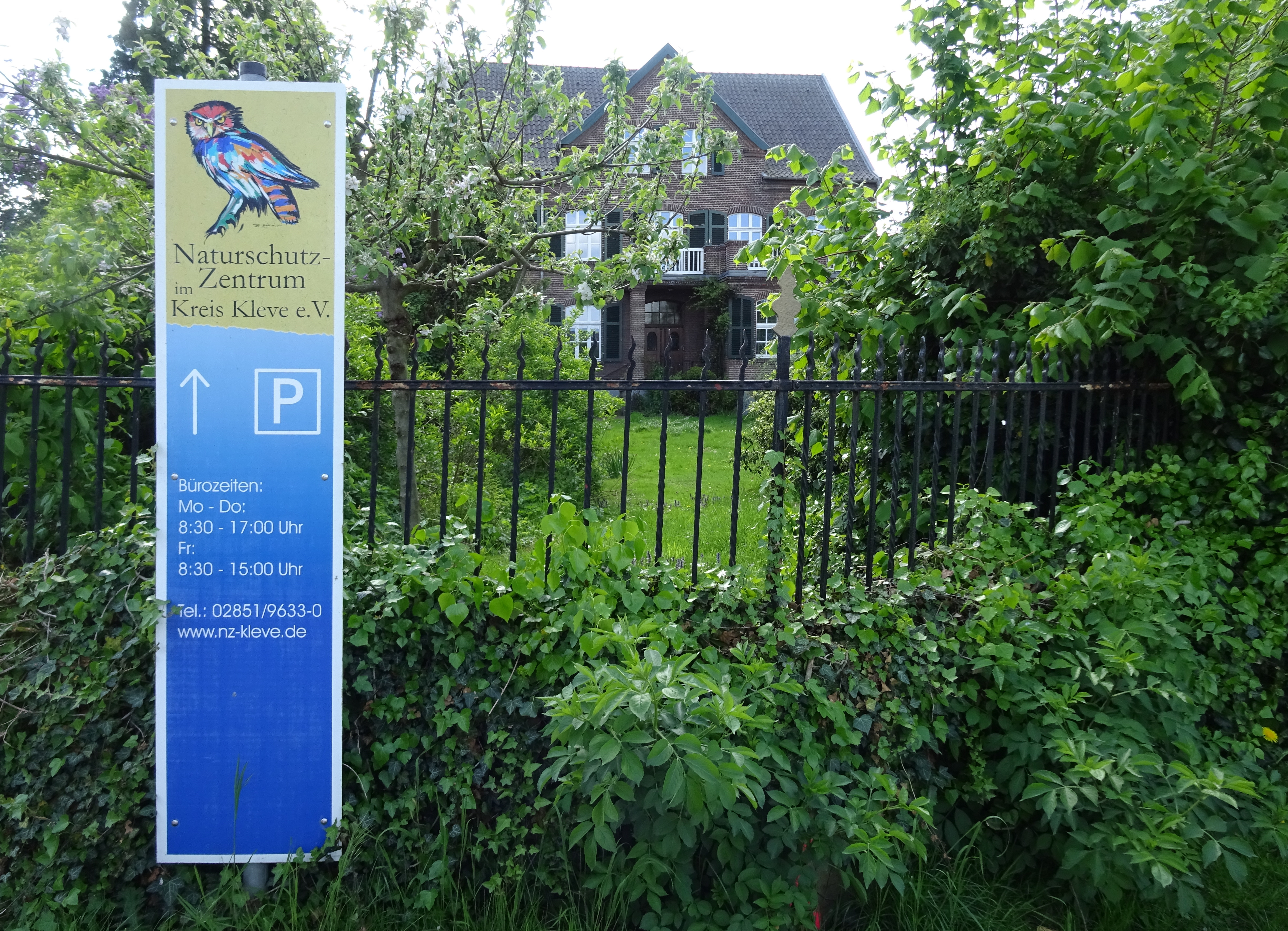
Naturschutzzentrum, Bienen

Het natuurbeheer valt onder Naturschutzzentrum im Kreis Kleve, deze vereniging heeft een kantoor met een informatiecentrum in Rees-Bienen. 
Cultuurhistorische bezienswaardigheden in de nabije omgeving zijn onder andere:
- kerkje, schooltje en monumentale boerderijen in Grietherbusch
- Mühle Rosau, voormalige windmolen in een middeleeuwse uitkijktoren